# Euxoa zembla
Euxoa zembla är en fjärilsart som beskrevs av Smith 1905. Euxoa zembla ingår i släktet Euxoa och familjen nattflyn. Inga underarter finns listade i Catalogue of Life.